# Hexatoma (Eriocera) albitarsis
Hexatoma (Eriocera) albitarsis is een tweevleugelige uit de familie steltmuggen (Limoniidae). De soort komt voor in het Nearctisch gebied.